# Page interstitielle
Sur le Web, une page interstitielle (aussi appelée un interstitiel) est une page Web affichée avant ou après une page demandée par un internaute, souvent pour présenter des publicités, permettre de personnaliser la page demandée ou confirmer l'âge de l'utilisateur (avant d'afficher une page destinée uniquement à des personnes d'un certain groupe d'âge, par exemple des pages pornographiques).
Lorsqu'une page interstitielle affiche de la publicité, elle est souvent appelée publicité interstitielle.
L'internaute doit fermer une page interstitielle pour continuer sa navigation. Habituellement, les gens n'apprécient pas les publicités interstitielles qui apparaissent intempestivement et qu'ils doivent fermer avant d'obtenir la page Web demandée.
Certaines pages interstitielles sont utiles et bien acceptées par les internautes, par exemple les pages qui demandent des informations comme la langue ou la région de l'internaute pour personnaliser la page demandée.

## Signification du motinterstitielle
Interstitielle est un adjectif de la même famille que interstice qui signifie « mince espace qui sépare deux choses ».
Une page interstitielle se trouve entre une page référencée et la page qui lui fait référence, elle est donc entre deux pages.

## Marketing électronique
Dans un contexte de marketing électronique, le terme interstitiel est souvent utilisé dans le sens de publicité interstitielle, plutôt que page interstitielle.
Dans certains cas, l'expression publicité interstitielle ou le mot interstitiel peuvent prêter à confusion, car les publicités interstitielles ne sont pas toujours affichées sur des pages interstitielles. Selon une norme proposée par l'Interactive Advertising Bureau (IAB), un interstitiel peut être affiché sur une page Web distincte, ou peut apparaître en surimpression sur la page cible. Aussi, les lignes directrices de la publicité mobile éditées par la Mobile Marketing Association (MMA) mentionnent des publicités interstitielles qui sont intégrées dans les applications mobiles, plutôt que dans des pages Web.
En 2015, un représentant de Google a déclaré qu'il aimerait faire des publicités interstitielles un facteur négatif dans l'algorithme PageRank du moteur de recherche Google.

## Blocage
Plusieurs publicités interstitielles sont bloquées par les extensions NoScript et AdBlock.

## Source de la traduction
- (en) Cet article est partiellement ou en totalité issu de l’article de Wikipédia en anglais intitulé « Interstitial webpage » (voir la liste des auteurs).